# Città di Falconara
L'Associazione Sportiva Dilettantistica Città di Falconara è una squadra di calcio a 5 femminile con sede a Falconara Marittima, in provincia di Ancona, che milita nella Serie A  del campionato italiano.

## Storia

### La fondazione, dal calcio al futsal

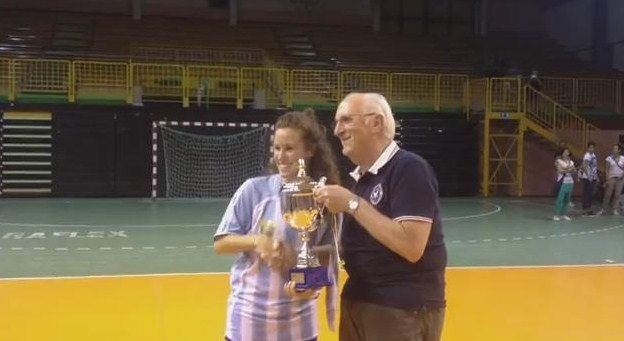
Il capitano Claudia Catena con la Supercoppa Marche 2013.

Il Città di Falconara milita nel campionato italiano di Serie A di calcio a 5 femminile. La società nasce nel 1995 come società di calcio a 11 maschile con il nome di Leopardi Falconara. Nel 2000 nasce la squadra di calcio a 5 maschile. Chiusa l'epoca del calcio, nell'estate 2012 il Leopardi si fonde con i Dolphins, squadra di calcio a 5 femminile militante in serie C regionale, assumendo il nome di Città di Falconara. Nel 2012-13 la sezione femminile conquista la promozione in serie A nazionale vincendo tutte le partite del campionato. Un dominio incontrastato a livello regionale che porta in bacheca le edizioni 2012 e 2013 della Supercoppa Marche.
Fino alla stagione 2018/2019 ha avuto anche una squadra maschile che ha vantato numerose partecipazioni alla serie C1, la massima categoria del futsal regionale. Nel 2021/2022 è stato avviato un accordo di stretta collaborazione con la Dinamis Falconara che si occuperà del settore maschile partecipando ai campionati di Serie C1 e juniores.

### I primi anni in Serie A
All'esordio nella massima serie sfiora i play off scudetto, sfumati a causa di un gol subito a un decimo di secondo dalla fine dell'ultima giornata di regular season in casa del Kick Off Milano. Nella stagione 2014-2015 si qualifica per i playoff scudetto ma viene eliminata agli ottavi dall'Isolotto Firenze. Il risultato tuttavia è sufficiente per accedere alla Serie A Élite, successivamente rinominata Serie A. 

### La ribalta nazionale e i primi trofei

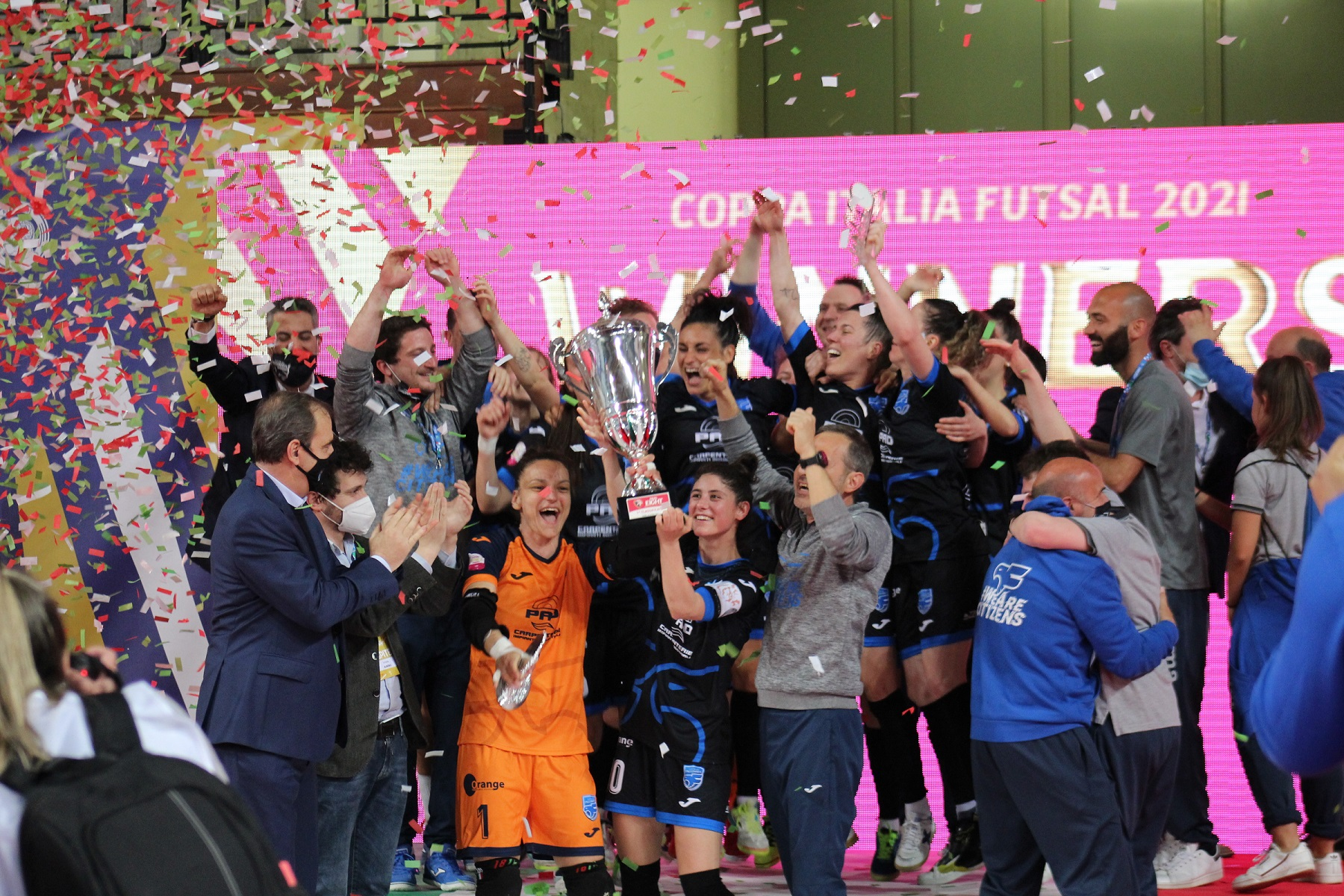
26 aprile 2021: capitan Sofia Luciani alza la Coppa Italia dopo la finale di Rimini vinta contro la Lazio.

Nella stagione 2018/2019 grazie a un fantastico girone di ritorno si qualifica per i playoff uscendo agli ottavi in gara-3 contro il Kick Off Milano. L'anno successivo, campionato 2019/2020, raggiunge la prima storica qualificazione alla Final Eight di Coppa Italia. Tuttavia la competizione non si disputerà a causa della sospensione dei campionati dovuta all'emergenza sanitaria Covid-19.
Nel corso del campionato 2020/2021 arriva il primo titolo nazionale. Le falconaresi vincono la prima Coppa Italia della storia societaria nelle Final Eight di Rimini e sfiorano lo scudetto al termine di tre gare emozionanti contro il Montesilvano, dopo aver concluso la regular season in testa alla classifica imbattute e con la miglior difesa.

### 2021/2022, l'anno del Triplete nazionale
Una stagione dominata in lungo e in largo. Dopo la cocente delusione dello scudetto sfumato in gara-3 nel campionato precedente, società e ambiente sono decisi a prendere la rivincita. Il campionato si apre con una serie di vittorie anche se alla quarta giornata arriva la sconfitta in trasferta contro la Lazio, a violare un'imbattibilità che in regular season durava da 22 turni: l'ultima sconfitta sempre contro la Lazio, risaliva al 9 febbraio 2020. Il Città di Falconara riconquista la testa solitaria della classifica alla nona giornata. Vince subito, il 22 dicembre 2021, la Supercoppa Italiana. Il 10 aprile 2022 capitan Luciani può alzare al cielo la seconda Coppa Italia al termine di un'emozionante finale contro il Real Statte. Infine, il 12 giugno 2022, dopo una regular season dominata e vinta con 10 punti di scarto sulle seconde, le Citizens possono festeggiare la vittoria delle Scudetto 2021/2022 al termine di 3 gare ad alto tasso di emozioni proprio contro l'ex Montesilvano, ridenominato Pescara.

### 2022/2023, Falconara sul tetto d’Europa e il Futsal Awards
Nel campionato successivo la scia di vittorie non si arresta. A dicembre arriva subito la Supercoppa Italiana 2022 nella finale di Genzano contro il Real Statte e, il 22 dicembre, il titolo continentale al termine dell'European Women's Futsal Tournament 2022, la Champions del calcio a 5 femminile, grazie alla vittoria in finale contro il temibile Benfica. È la prima volta per una squadra italiana. È l'ultima partita di Sofia Luciani con la maglia delle Citizens, segnata dal passaggio di consegne a Erika Ferrara, alla quale viene ceduta la fascia di capitano.

### Finale
| Falconara Marittima 22 dicembre 2022, ore 21:00 | Falconara  | 3 – 2 (3-2) | Benfica | PalaBadiali |
| \| \| \| \| \| 12'52" pt Dal'maz 14'59" pt Taty 18'16" pt Rozo \| Marcatori \| 2'47" pt e 17'57" pt Janice Silva \| \| Dibiase Taty Isa Pereira Taina Santos Dal'maz Praticò Rozo Zepponi Pandolfi Luciani Ferrara Polloni \| Formazioni \| Ana Catarina Ines Fernandes Sara Ferreira Fifò Maria Pereira Janice Silva Drica Luana Vieira Ines Matos Leninha Angelica Alves Raquel Santos Marta Costa \| \| Neri \| Allenatori \| Pinto \| |            | |         |             |
| |            | |         |             |
| 12'52" pt Dal'maz 14'59" pt Taty 18'16" pt Rozo | Marcatori  | 2'47" pt e 17'57" pt Janice Silva |         |             |
| Dibiase Taty Isa Pereira Taina Santos Dal'maz Praticò Rozo Zepponi Pandolfi Luciani Ferrara Polloni | Formazioni | Ana Catarina Ines Fernandes Sara Ferreira Fifò Maria Pereira Janice Silva Drica Luana Vieira Ines Matos Leninha Angelica Alves Raquel Santos Marta Costa |         |             |
| Neri | Allenatori | Pinto |         |             |

In campionato la formazione marchigiana si piazza terza e, ai playoff, esce in semifinale dopo aver costretto i futuri Campioni d'Italia del Bitonto ai supplementari in gara-3.
Un 2022 così carico di risultati sportivi da portare al riconoscimento, il primo per una squadra italiana, di Miglior Squadra femminile al Mondo ai Futsal Awards della rivista Futsal Planet.

### La Squadra del Popolo e il secondo Scudetto
L'estate 2023 è invece segnata a lungo dall'incertezza: fino dall'inizio del mese di luglio, infatti, la partecipazione delle marchigiane al campionato di Serie A appare dubbio, ma a seguito del positivo esito di una riunione tra la società e la cittadinanza, la società si iscrive al massimo campionato per l'undicesimo anno consecutivo. Conclusa la positiva esperienza con Massimiliano Neri, in panchina arriva Giulia Domenichetti, altro simbolo dello sport cittadino. A causa della nuova politica intrapresa dalla società, volta a prediligere l'oculatezza, buona parte del roster protagonista del ciclo vincente targato Massimiliano Neri lascia le Marche. Per questo, l'obiettivo primario era il mantenimento della categoria, ma, a sorpresa, il Falconara conclude la stagione regolare al secondo posto, alle spalle del Bitonto. Le marchigiane vengono eliminate nei play-off dal Tikitaka.
Nella stagione 2024/2025 le Citizens partono da sfavorite del pronostico che sorride invece a Bitonto e Pescara. Nonostante un avvio da incubo con la sconfitta di misura contro il Kick Off, le marchigiane acquistano consapevolezza con il passare delle tempo fino ad arrivare alla vetta solitaria della regular season alla 19^ giornata. Chiuso il calendario al secondo posto, le falchette battono il Bitonto in semifinale al termine di tre partite entusiasmanti e tiratissime. Gara3 si conclude addirittura ai rigori. La finale contro il Pescara, in casa delle abruzzesi, è anche più epica. Sotto per due volte, Ferrara e compagne rimontano e alla sirena si impongono per 4-3 con una doppietta da antologia del portiere Sestari, eletta MVP al termine dell'incontro. A festeggiare le nuove campionesse d'Italia oltre 500 tifosi arrivati da Falconara e da tutte le Marche per riempire le gradinate dal Pala Giovanni Paolo II di Pescara.

### Finale
| Pescara 15 giugno 2025, ore 20:00 | Pescara    | 3 – 4 (2-1) | Falconara | Palasport Giovanni Paolo II |
| \| \| \| \| \| 1'28" Rafaela Dal'maz 16'14" Taty 39'56" Rozo \| Marcatori \| 4'05" pt aut. Vanelli 27'21 e 30'06" Ana Sestari 39'47" Aline Elpidio \| \| Marika Mascia Taty Federica Belli Gabi Vanelli Rafaela Dal'maz Aida Xhaxho Rozo Ludovica Coppari Ersilia D'Incecco Chiara Di Sauro Jessika Manieri Alessia Valendino \| Formazioni \| Ana Sestari Isa Pereira Leticia Martin Cortes Georgia Balardin Silvia Praticò Aline Elpidio Rebecca Bordacchini Lucia Gregori Erika Ferrara Emma Ciccalè Maria Francesca Gaspari Giorgia Scoponi \| \| Maria Amparo \| Allenatori \| Giulia Domenichetti \| |            | |           |                             |
| |            | |           |                             |
| 1'28" Rafaela Dal'maz 16'14" Taty 39'56" Rozo | Marcatori  | 4'05" pt aut. Vanelli 27'21 e 30'06" Ana Sestari 39'47" Aline Elpidio |           |                             |
| Marika Mascia Taty Federica Belli Gabi Vanelli Rafaela Dal'maz Aida Xhaxho Rozo Ludovica Coppari Ersilia D'Incecco Chiara Di Sauro Jessika Manieri Alessia Valendino | Formazioni | Ana Sestari Isa Pereira Leticia Martin Cortes Georgia Balardin Silvia Praticò Aline Elpidio Rebecca Bordacchini Lucia Gregori Erika Ferrara Emma Ciccalè Maria Francesca Gaspari Giorgia Scoponi |           |                             |
| Maria Amparo | Allenatori | Giulia Domenichetti |           |                             |

### Simboli ufficiali
Fin dalla sua fondazione il Città di Falconara ha portato sulle maglie il simbolo con il grande falcone che tuttora campeggia al PalaBadiali durante le partite delle Citizens. A partire dal campionato 2020/2021 lo stemma ha subito un restyling ma lo storico falcone è ancora ben presente su maglie, polo, felpe, bandiere e altri capi griffati che indossano i tifosi.

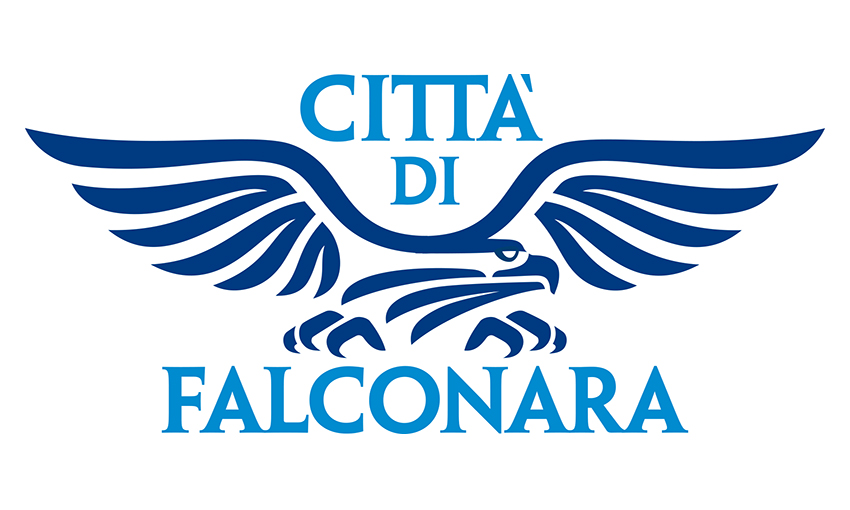
Lo stemma utilizzato dal 2012 al 2020
Attuale stemma della società, in uso dal 2020

### Divise
Nel corso della sua storia il Città di Falconara ha sfoggiato, accanto alla prima maglia con i colori sociali azzurro e bianco, anche livree particolari. Nel corso del campionato 2020/2021, per onorare il 25º anniversario di fondazione della società, è stata presentato un'inedita maglia arancione, colore del quartiere Stadio dove la società è nata. La maglia è stata indossata per la prima volta il 1º novembre 2020 in occasione di Città di Falconara - Lazio. 
Il 19 dicembre 2022, in occasione dell'esordio nell'European Women's Futsal Tournament 2022, le Citizens sono scese in campo con una divisa biancoverde in omaggio alla livrea indossata da Gianfranco Badiali nella Pallavolo Falconara e nel calcio dalla Falconarese.
| 2012/2013 Dalla C alla Serie A | 2013/2014 Supercoppa Marche | 2020/2021 25° Special Edition | 2021/2022 Flou Edition | 2022/2023 Badiali Champions Edition |

## Settore giovanile
Il Città di Falconara è l'unica squadra marchigiana femminile a disputare campionati nazionali giovanili. Vanta partecipazioni alle finali nazionali Juniores (memorabile l'annata 2015/2016 con la finale raggiunta e poi persa contro la Lazio) e, dopo la riforma dei campionati, al Campionato nazionale Under 19. Nella bacheca della formazione giovanile ci sono anche diversi titoli a livello regionale: campionesse regionali nel 2015/2016, 2016/2017 e 2017/2018, la Supercoppa Marche 2016 e la Coppa Marche 2017.

### 2021/2022, lo Scudetto U19
Al Città di Falconara under 19 è andato lo Scudetto 21/22 del Campionato nazionale femminile Under 19. Il titolo è stato conquistato il 31 maggio 2022 al termine dei playoff che si sono disputati a Salsomaggiore tra il 29 e il 31 maggio. Un cammino tortuoso. Terze nel proprio girone di campionato dietro Lazio e Perugia, le falchette sono riuscite ad accedere ai playoff superando il Top Five in un doppio spareggio (4-2 a Grugliasco, 0-1 al PalaBadiali).
A Salsomaggiore è stato un crescendo nel segno di Silvia Praticò, capocannoniere e MVP della fase finale: doppietta nel 2-1 dopo i tempi supplementari contro la corazzata Accademia Bergamo ai quarti e tripletta in semifinale contro l’Aosta battuto 3-1. Per diventare Campionesse d'Italia le baby Citizens guidate da mister Andrea Mosca in panchina hanno dovuto battere infine anche la Kick Offl superata in finale grazie a un gol di Pandolfi.
| Arbitri: | Olga De Giorgi (Modena) Lorenzo Zorzi (Reggio Emilia) |
| Crono:   | Simone Brentan (Saronno)                              |

|  |           |                  |
|  | Marcatori | 16'54"’ Pandolfi |

Nel 2022 perde la Supercoppa Italiana Under 19 contro l'Accademia Bergamo che riesce ad avere la meglio ad appena 18 secondi dalla fine dei tempi supplementari dopo lo 0-0 dei primi 40' regolamentari.

## Strutture

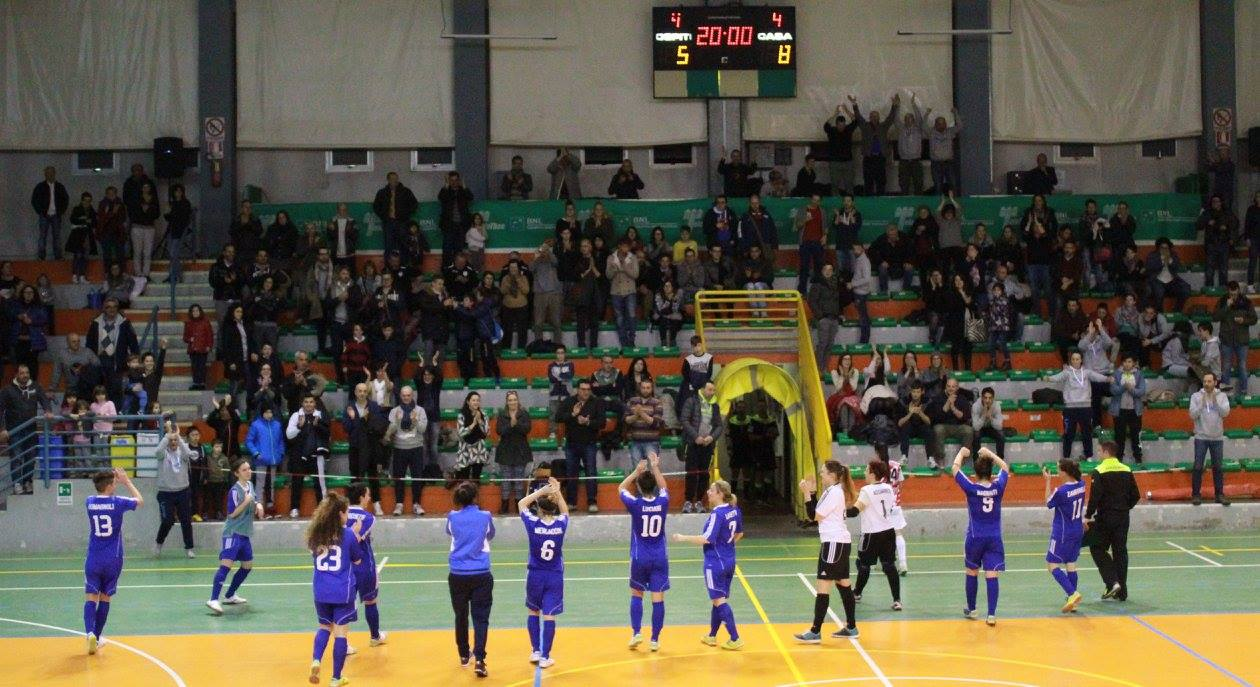
Il PalaBadiali gremito dopo una vittoria delle Citizens

Il Città di Falconara disputa le sue partite casalinghe al Palasport "Gianfranco Badiali", situato in via dello Stadio a Falconara Marittima. L'impianto, di proprietà comunale, è celebre in tutta Italia per essere stato teatro del periodo d'oro del volley falconarese in serie A dagli anni '70 fino ai primi anni 2000. Il palas è intitolato a Gianfranco Badiali, pallavolista falconarese pilastro della Pallavolo Falconara e della Nazionale prematuramente scomparso a soli 26 anni, nel 1988, a causa di un melanoma. Per ricordare la figura dello sportivo prematuramente scomparso si tengono ogni anno memorial sportivi e iniziative benefiche per promuovere la prevenzione sanitaria.
Tramontata la favola del volley, i fasti nazionali dell'impianto sono stati portati avanti proprio dal calcio a 5.
Ospita, oltre al calcio a 5, anche partite di pallavolo, pallacanestro e pallamano nonché manifestazioni sportive di carattere regionale (come ginnastica ritmica e taekwondo) ed eventi (musicali, religiosi). L'impianto è dotato di spogliatoi per atleti, arbitri, spogliatoio di servizio, infermeria, segreteria, bar e sala pesi.
Nell'autunno 2018 è stato realizzato un fondo in parquet e sono stati avviati lavori di manutenzione straordinaria della facciate e dei locali interni. Il 1 novembre 2019 la partita Città di Falconara - Kick Off è stata ripresa dalle telecamere di SportItalia, prima diretta in assoluto di una gara di regular season del calcio a 5 femminile italiano. Il 22 dicembre 2021 ha ospitato la finale di Supercoppa Italiana di calcio a 5 femminile. Nel dicembre 2022 ha ospitato la prima finale in sede italiana dell'European Woman's Futsal Tournament, la Champions del futsal femminile, tra Città di Falconara e Benfica.

## Contributo alla Nazionale

### Nazionale maggiore
Al 23 ottobre 2022 sono 10 le giocatrici convocate durante il periodo di militanza nel Città di Falconara. Un legame, quello tra la squadra marchigiana e la maglia azzurra, che parte dagli albori di quella Notte Magica, il 25 giugno 2015, quando le Azzurre fanno il loro esordio a Roma battendo per 5-0 l'Ungheria al Foro Italico. In campo, dal Città di Falconara, c'erano anche Sofia Luciani e Martina Mencaccini.
La prima trasferta, il 26 novembre 2015 a Leopoli contro l'Ucraina (2-2 il risultato finale), vede l'esordio di Giulia Domenichetti che diventa così il primo atleta italiano a vestire la maglia azzurra di due discipline differenti. La Domenichetti è anche la prima Citizen ad andare in gol con la Nazionale: il 13 giugno 2016 al Mediolanum Forum di Assago firma la seconda rete nel 6-0 contro la Slovacchia.

### Le convocate
Nella presente sezione è riportata la lista, per ordine alfabetico, di tutte le giocatrici italiane convocate, almeno in un'occasione, in Nazionale dal 2015 a oggi durante il periodo di militanza nel Città di Falconara.
- Claudia Antonaci
- Sara Boutimah
- Rafaela Dal'Maz
- Benedetta De Angelis
- Angelica Dibiase
- Giulia Domenichetti
- Erika Ferrara
- Sofia Luciani
- Martina Mencaccini
- Silvia Praticò
- Ana Sestari
- Aida Xhaxho

### Nazionale Under 17
Citizens protagoniste anche nella Nazionale Under 17. Le azzurrine hanno fatto la loro prima apparizione nel Torneo UEFA organizzato in Portogallo il 30 giugno 2016 perdendo contro le padrone di casa per 5-0. Tra le convocate anche la falchetta Chiara Brutti che ha fatto il suo esordio il 3 luglio 2016 nella gara persa contro la Svezia per 4-0.

## Palmarès
Il Città di Falconara è stato riconosciuto come miglior club femminile del mondo ai Futsal Awards 2022

### Competizioni nazionali
- Scudetto: 2

2021-22, 2024-25
- Coppa Italia: 2

2020-2021, 2021-2022
- Supercoppa Italiana: 2

2021, 2022

### Competizioni internazionali
- European Women's Futsal Tournament: 1

2022

### Competizioni giovanili nazionali
- Scudetto Under 19: 1

2021-22

### Competizioni regionali
- Supercoppa Marche: 2

2013, 2014

### Competizioni giovanili regionali
- Campionato regionale Juniores: 3

2015/2016, 2016/2017, 2017/2018
- Coppa Marche Juniores: 1

2017
- Supercoppa Marche Juniores: 1

2016
- Campionato regionale Under 15: 2

2024, 2025
- Coppa Marche Under 15: 2

2024, 2025

## Record e statistiche individuali con il Città di Falconara
Nelle stagioni disputate nella massima serie italiana a partire dal campionato 2013/2014 sono 77 le giocatrici impiegate almeno in un'occasione dal Città di Falconara in una gara ufficiale, 50 quelle che hanno siglato i 1.146 gol della squadra tra campionato e coppe.
Il gol numero 1.000 delle Citizens in una gara ufficiale è stato siglato da Sara Boutimah il 5 maggio 2024 nel corso di Vip - Città di Falconara, gara1 dei quarti playoff del campionato 2023/2024.
Il record anagrafico di giocatrice più anziana ad andare in gol è di Eliane Dalla Villa, a segno l'8 maggio 2020 (Kick Off - Città di Falconara 5-2, gara-1 dei quarti playoff) a 38 anni e 9 mesi. Quello di marcatrice più giovane appartiene invece a Lucia Gregori, in gol a 15 anni, 6 mesi e 21 giorni, il 27 ottobre 2024 (Città di Falconara - Royal Team Lamezia 6-0, 3ª giornata del campionato 2024/2025). 
Dati aggiornati al 16 giugno 2025, in grassetto le atlete ancora in rosa

### Presenze in partite ufficiali
|  | In assoluto* 1. Erika Ferrara: 219 2. Sofia Luciani: 209 3. Isa Pereira: 170 4. Silvia Praticò: 111 5. Angelica Dibiase: 111 6. Rafa Pato: 107 7. Corin Pascual: 90 8. Taty: 86 9. Elisa Magnanti: 75 10. Lorenza Romagnoli: 67 Martina Mencaccini: 67 | In serie A 1. Erika Ferrara: 204 2. Sofia Luciani: 196 3. Isa Pereira: 154 4. Silvia Praticò: 99 5. Angelica Dibiase: 98 6. Rafa Pato: 93 7. Corin Pascual: 87 8. Taty: 75 9. Elisa Magnanti: 75 10. Lorenza Romagnoli: 67 Martina Mencaccini: 67 |

*Sono comprese le presenze nei campionati di Serie A, in Coppa Italia, Supercoppa Italiana, Coppa della Divisione ed Ewft

### Marcature in partite ufficiali
| In assoluto* 1. Rafa Pato: 113 2. Sofia Luciani: 106 3. Erika Ferrara: 78 4. Isa Pereira: 73 5. Martina Mencaccini: 67 6. Marta Penalver: 65 7. Silvia Praticò: 51 8. Aline Elpidio: 47 9. Deborah Zambonelli: 47 10. Taty: 36 Nelle Coppe** 1. Rafa Pato: 20 2. Erika Ferrara: 8 3. Sofia Luciani: 6 Taty: 6 4. Isa Pereira: 5 5. Marta Penalver: 4 Taina Santos: 4 | In serie A 1. Sofia Luciani: 100 2. Rafa Pato: 93 3. Erika Ferrara: 70 4. Isa Pereira: 68 5. Martina Mencaccini: 67 6. Marta Penalver: 61 7. Silvia Praticò: 49 8. Deborah Zambonelli: 47 9. Aline Elpidio: 45 10. Corin Pascual: 33 Nella stessa gara Sara Boutimah: 5 gol (Vip-Città di Falconara 5-7 dts, quarti playoff stagione 23/24) | Cannoniere per stagione 2013/14: Martina Mencaccini: 32 gol (media 1,33) 2014/15: Martina Mencaccini: 22 gol (media 0,84) 2015/16: Giulia Domenichetti: 19 gol (media 0,95) 2016/17: Aida Xhaxho: 12 gol (media 0,54) 2017/18: Sofia Luciani: 21 gol (media 0,65) 2018/19: Eliane Dalla Villa: 16 gol (media 0,5) 2019/20: Rafa Pato: 15 gol (media 1,07) 2020/21: Rafa Pato: 28 gol (media 1,27) 2021/22: Marta Penalver: 37 gol (media 1,32) 2022/23: Rafa Pato: 27 gol (media 0,93), Nathalia Rozo: 27 gol (media 0,87) 2023/24: Sara Boutimah: 19 gol (media 0,76) 2024/25: Aline Elpidio: 30 gol (media 1) |

* Sono compresi i gol messi a segno nei campionati di Serie A, in Coppa Italia, Supercoppa Italiana, Coppa della Divisione ed Ewft 

** Sono compresi i gol in Coppa Italia, Supercoppa Italiana, Coppa della Divisione ed Ewft

### Record dei portieri
| Imbattibilità in Serie A Tunde Nagy: 173 minuti, 15 secondi (stagione 2018/19) | Gol in singola stagione Ana Sestari: 8 (stagione 2024/25) |

## Rosa Serie A 2024/2025
| N° | Naz.                                   | Ruolo | Sportivo                   | Anno |  |  |
| -- | -------------------------------------- | ----- | -------------------------- | ---- |  |  |
| 1  | Italia (bandiera)                      | POR   | Ana Sestari                | '96  |  |  |
| 12 | Italia (bandiera)                      | POR   | Rebecca Bordacchini        | '05  |  |  |
| 19 | Italia (bandiera)                      | UNI   | Maria Francesca Gaspari    | ’02  |  |  |
| 16 | Portogallo (bandiera)                  | DIF   | Isa Pereira                | '95  |  |  |
| 14 | Spagna (bandiera)                      | LAT   | Leticia Martin Cortes      | '88  |  |  |
| 21 | Italia (bandiera)                      | LAT   | Erika Ferrara              | '99  |  |  |
| 6  | Italia (bandiera)                      | LAT   | Giorgia Pirro              | '07  |  |  |
| 4  | Italia (bandiera)                      | LAT   | Gioia Pesaresi             | '05  |  |  |
| 8  | Italia (bandiera)                      | LAT   | Sofia Saluzzi              | '07  |  |  |
| 9  | Italia (bandiera)                      | LAT   | Giorgia Pandolfi           | '06  |  |  |
| 11 | Brasile (bandiera)                     | LAT   | Aline Pasos Elpidio        | '91  |  |  |
| 5  | Italia (bandiera)                      | PIV   | Silvia Praticò             | '02  |  |  |
| 7  | Italia (bandiera) · Brasile (bandiera) | PIV   | Georgia Fernandes Balardin | '95  |  |  |

in grassetto le atlete arrivate quest'anno

## Società
- Presidente: Marco Bramucci
- Dirigenti accompagnatori: Andrea Scaccia, Francesco Sama
- Ufficio stampa: Marco Catalani

- Allenatore Serie A: Giulia Domenichetti
- Allenatore dei portieri: Marco Cotichelli
- Allenatore settore giovanile : Angela De Rosa
- Fisioterapista: Alice Bartozzi